# Odile Launay
Odile Launay est une professeure des Universités en maladies infectieuses et tropicales à l'Université Paris-Cité et praticienne hospitalier à l’Hôpital Cochin à Paris. Elle dirige le Centre d'investigation clinique Cochin-Pasteur et le réseau français de recherche clinique en vaccinologie (I-REIVAC). Pendant la pandémie, elle travaille sur la recherche clinique vaccinale sur la COVID-19.

## Biographie
En 2005, elle soutient sa thèse sur les antirétroviraux sous la direction de Jean-Marc Tréluyer à l'Université Paris-Descartes. De 2007 à 2016, elle est membre du Comité Technique des Vaccinations au sein du Haut Conseil de la santé publique. Elle en est la vice-présidente de 2011 à 2016. Ses travaux de recherche portent notamment sur la vaccination des populations particulières, telles que les femmes enceintes. Ils visent à apporter des informations sur la balance bénéfice-risque de la vaccination dans ces populations. 
Lors de la pandémie de Covid-19, elle est membre du comité scientifique sur les vaccins covid-19 et coordonne COVIREIVAC, un consortium de recherche clinique vaccinale Covid19 de l’Inserm et F-CRIN. Elle participe à plusieurs études importantes notamment une étude appelée CoviCompare qui examine la réponse immunitaire des sujets les plus âgés et une autre qui examine la réponse des populations immuno-déprimées (ANRS COV-POPART). Odile Launay est également impliquée dans l’enseignement de la vaccinologie pour la formation initiale des étudiants en santé à l'Université Paris-Cité.

En 2021, elle reçoit le Prix Irène-Joliot-Curie dans la catégorie prix spécial de l'engagement

« pour son engagement dans la recherche clinique vaccinale sur la COVID-19 et son engagement auprès du grand public. »

## Distinctions
- 2021 : Prix Irène-Joliot-Curie[5]

## Décorations
- Officier de la Légion d'honneur (décret du 13 juillet 2021)[6]
- Chevalier de la Légion d'honneur (décret du 30 septembre 2010)[7]